# Cyanea marksii
A Cyanea marksii a fészkesvirágzatúak (Asterales) rendjébe, ezen belül a harangvirágfélék (Campanulaceae) családjába tartozó faj, melyet sokan kihaltnak vélnek.
Jelenleg helybéli és világszintű felkutatása folyik.

## Előfordulása
A Cyanea marksii egykoron a Hawaii-szigetek legnagyobb szigetén, Hawaiin élt. Feltételezhető kihalását élőhelyének irtása okozta.